# Станция имени Бориса Олейника
Имени Бориса Олейника (до 21 октября 2000 — Дроздовка) — железнодорожная станция Юго-Западной Железной Дороги, расположена вблизи поселка городского типа Куликовка Черниговской области между станциями Муравейка (11 км) и Вересоч (9 км).

## История
Станция Дроздовка была открыта в 1893 году в составе ж/д линии Чернигов—Нежин Юго-Западной железной дороги. Осуществлялись (П) приём и выдача багажа и продажа билетов на поезда местного и дальнего следования, (В) приём и выдача грузов повагонными отправками открытого хранения на местах общего пользования, (Г) приём и выдача грузов повагонными отправками складского хранения, (Е) приём и выдача грузов на подъездных путях.
В декабре 1991 года была создана Государственная администрация железнодорожного транспорта (Укрзализниця). Первым президентом стал Борис Степанович Олейник, который совмещал обязанности начальника Юго-Западной Железной Дороги. Руководил Борис Степанович Укрзализницей до 9 августа 1993 года.
Для увековечения памяти Бориса Олейника 21 октября 2000 года станция Дроздовка была переименована в станцию Имени Бориса Олейника.

## Пассажирское сообщение
Ежедневно станция принимает поезда сообщения Чернигов—Киев и пригородные поезда сообщения Чернигов—Нежин.